# Entre Ríos (tỉnh)
Entre Ríos là một tỉnh nằm ở đông bắc Argentina, thuộc vùng Mesopotamia. Tỉnh này giáp ranh với: các tỉnh Buenos Aires (Nam), Corrientes (Bắc), Santa Fe (Tây) và các tỉnh Artigas, Salto, Paysandú, Río Negro, Soriano của Uruguay (Đông). Tỉnh lị của tỉnh là thành phố Paraná (250,000 người) nằm trên sông Paraná, đối diện với thành phố Santa Fe.
Cùng với Córdoba và Santa Fe, tỉnh này thuộc hiệp hội kinh tế-chính trị gọi là Vùng trung tâm.

## Liên kết
- Official Site (Spanish)
- Universidad Nacional de Entre Ríos (Spanish)
- Pictures of Entre Ríos Lưu trữ ngày 19 tháng 11 năm 2016 tại Wayback Machine
- Complete Tourism Guide of Zona Colón in Entre Ríos Lưu trữ ngày 18 tháng 12 năm 2014 tại Wayback Machine
- Provincial Tourism (Spanish)
- http://www.visitentrerios.com.ar/index.php Lưu trữ ngày 31 tháng 5 năm 2011 tại Wayback Machine